# 苏曼殊
苏曼殊（1884年9月28日—1918年5月2日），本名戩（一說宗之助），字子榖，小字三郎，法号曼殊，後更名元瑛（一說玄瑛）。其先日本人，不詳其姓。（詳柳亞子《曼殊新傳》）（或詳文公直《蘇曼殊年譜》，柳亞子參訂）广东香山（今广东珠海）人。中国清末民初诗人、作家、画家、翻译家。因常作漢傳佛教出家人形象，也被稱為詩僧，爲“民國三大詩僧”之一（餘二爲釋弘一、釋敬安）。

## 生平
其父苏杰生为日本横滨山下町三十三番英国茶行的买办。苏杰生在日本期间与日本妇女若子同居，生下了苏曼殊。義母河合仙（詳文公直《蘇曼殊年譜》，柳亞子參訂）。
蘇曼殊六歲（1889年）從嫡母黃氏歸瀝溪，始見祖父祖母，及長兄蘇焯。由于其带有异族血统，在家族内备受排斥。有人说，曼殊十三岁就到新会慧龙寺出家做和尚，但后来又被家人找回，但这种说法证据不足。1904年（二十一歲）二月中旬，曼殊出家受三壇具足戒。广州府雷峰海雲寺的博經法師與曼殊相交為友，知道曼殊雖受教界人士質疑、誹謗，卻總是不與人爭。後曼殊欲往他剎參方，擔心曼殊掛褡不便，故將自己的戒牒相贈，然曼殊不願總是冒名，故自取法號改作「曼殊」。
十五岁时，家道中落，曼殊随表兄再赴日本，在横滨华侨设立的大同学校就读。该校分甲乙两级，甲级所授为中英文二科，乙级所授为中文一科。当时冯自由在甲级，苏曼殊属乙级，与冯自由的弟弟同班，二人由此相识。1901年经亲属林氏赞助考入早稻田大学预科学习，一年后因林氏赞助终止而停学。幸而清公使王大燮准许各省自费优秀学生改當公费生，曼殊遂经横滨侨胞推举，转学振武学校（由东京成城学校改制而来）。曾有人说其就读于东京上野美术专科学校，实不可考。此时他开始醉心于佛理。在日本期间，还结识了陈独秀、章士钊、廖仲恺和何香凝等留学生，并先后参加了在日本成立的中国革命团体如青年会、兴中会等。
1903年，俄国侵占东三省，苏曼殊所在青年会组织拒俄义勇队，後遷至香港。当时苏杰生在家乡已经为苏曼殊订下亲事，赶到香港想劝其完婚，苏曼殊避而不见。在革命同志陈少白的劝说下勉强返乡，但是数月后即返港，并已剃度出家，法号曼殊。
1904年，於香港刺殺康有為未遂。
苏曼殊很快来到江浙一带，先后在苏州吴中公学任教、《国民日报》担任翻译，并与章炳麟、柳亚子等人交游。苏曼殊一生曾几次出家，但情绪反复多变，不能真正看破红尘。他有时身披袈裟，诵经念佛；有时又与多情少女发生轰轰烈烈的恋情。後在上海时，苏曼殊更自暴自弃，出入青楼妓院，还暴饮暴食，最终得了胃病而死。
1918年5月2日，曼殊因胃病逝于上海广慈医院，年仅三十四岁。死前留下一偈：“一切有情，都无挂碍。”后孙文捐赠千金，葬其于杭州西湖孤山北麓，南社诸宗元撰《塔铭》。20世纪50年代墓坍，1964年迁葬于西湖西南侧的鸡笼山。

## 作品

### 創作和翻譯
苏曼殊能诗擅画，通晓日文、英文、梵文等多种文字，翻译作品有《拜伦诗选》和《悲惨世界》。《拜伦诗选》出版于宣统元年（1909年），以中国古体诗的形式翻譯《哀希腊》、《去国行》等篇。《悲惨世界》發表於光绪二十九年（1903年），最初譯名《慘社會》，在上海《国民日日报》上連載，其譯書未忠於原著，自第7回起，更杜撰情節，亂改處極多。他创作的小说有《断鸿零雁记》、《绛纱记》、《焚剑记》、《碎簪记》、《非梦记》等，另有《天涯红泪记》未完成。后人将其著作编成《曼殊全集》（共5卷）。现存诗约有100首。
其诗多感伤情调；小说运用浅近文言，描写爱情故事，表现出颓废色彩。加入革新派的文学团体南社，并在《民报》，《新青年》等刊物上投稿。

### 佛教論述
蘇曼殊一生多次出家、還俗，以半僧半俗的形象示人。但其在佛教內亦有改良的主張和論述。如《儆告十方佛弟子启》、《告宰官白衣启》等，他主張對佛教四大類內容進行改革，即礼忏、付法、趋炎、办学。

## 評價
《斷鴻零雁記》被誉为“民国初年第一部成功之作”，是一部悲情愛情小說。郁達夫評論《斷鴻零雁記》：「有許多地方，太不自然，太不寫實，做作得太過。」
錢鐘書在《圍城》裡借董斜川之口評論說“東洋留學生捧蘇曼殊，西洋留學生捧黃公度”。
圓瑛法師稱其已證阿羅漢。
茗山法師：「我在禪堂參悟，而曼殊於妓院得道，若非再來人，何能如此？」
印順導師說：「中國有兩大詩僧，前有佛印，今有曼殊。」

## 爭議
雖然蘇曼殊在五四運動前已經去世，但他對五四運動还是產生了影響，其中學界對他在新舊文學中的定位存在爭議，一方面有人把他放在與新文學對立的鴛鴦蝴蝶派中，亦有人把他和五四浪漫派看齊，以為他和郁達夫有直接關係，可見其複雜的關係。

## 遗迹及纪念

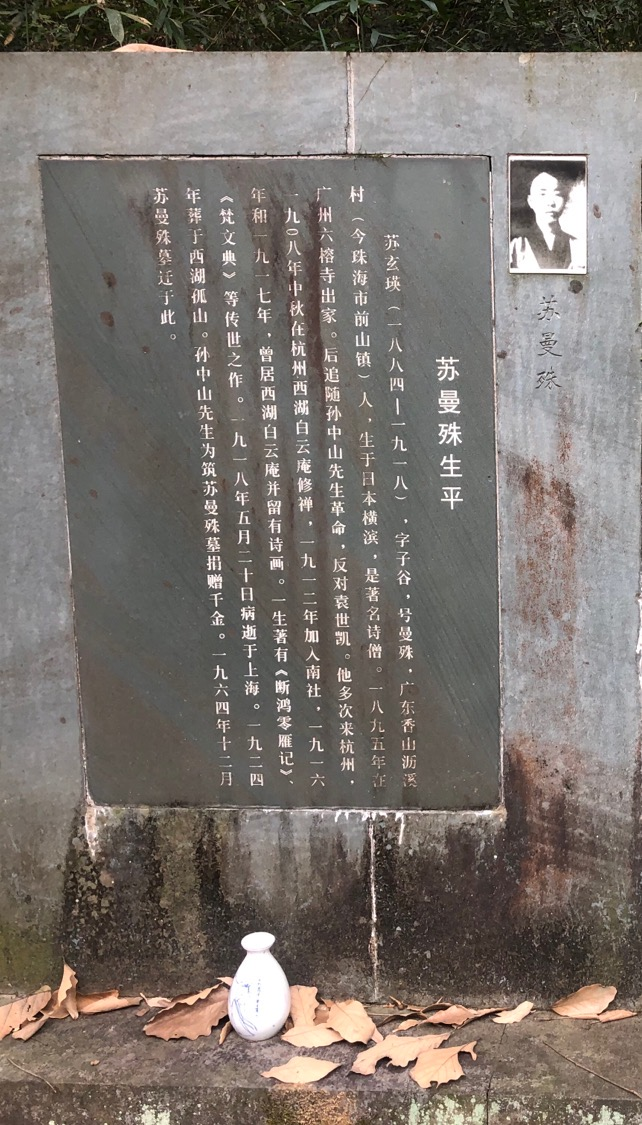
苏曼殊墓位于西湖吉庆山隧道南侧山谷中

- 苏曼殊故居

### 引用
1. ↑  成田龍一等人《亞洲人物史(十) 民族解放之夢》P238
2. ↑  喬佳.苏曼殊佛教改革思想探析——以《儆告十方佛弟子启》和《告宰官白衣启》为例 （页面存档备份，存于）
3. ↑  郁達夫：《評論曼殊的作品》，《郁達夫全集》第10卷，頁284頁
4. ↑  錢雯：く五四新小說與蘇曼殊資源〉

## 研究書目
- 柳無忌著，王晶垚等譯：《蘇曼殊傳》（北京：三聯書店，1992）